# Hearse
Hearse es una banda sueca de death metal melódico formada por el vocalista Johan Liiva (ex- Arch Enemy ) y el baterista Max Thornell en 2001. La banda ha lanzado cinco álbumes hasta la fecha.Tras la salida de Johan Liiva de NonExist, decidió formar equipo con su antiguo compañero de banda Furbowl , Max Thornell, para formar un nuevo proyecto. El dúo pronto reclutó al guitarrista Mattias Ljung, que en realidad no había tocado metal durante varios años, y grabaron una demostración en 2001. La primera grabación de la banda se envió a sellos y prensa de metal selectos, y atrajo el interés de Hammerheart Records . Después de firmar un contrato, el primer sencillo Torch fue lanzado en 2002, y el álbum debut Dominion Reptilian siguió en marzo de 2003. En el verano de 2003, Hearse comenzó a grabar su segundo álbum titulado Armageddon, Mon Amour . Finalmente fue lanzado en abril de 2004 en Karmageddon Media (anteriormente Hammerheart Records). Su tercer álbum, The Last Ordeal, fue lanzado en 2005, y su cuarto lanzamiento, In These Veins, fue lanzado en 2006 en Cold Records. En 2009, Hearse lanzó su quinto álbum, Single Ticket To Paradise. Se produjo un vídeo musical de la canción "Sundown".

## Discografía

### Full-lenght
- Dominio reptiliano (2003)
- Armagedón, Mon Amour (2004)
- La última prueba (2005)
- En estas venas (2006)
- Billete sencillo al paraíso (2009)

### Demos
- Coche fúnebre (2002)

### EPs
- Antorcha (2002)
- Camboya (2005)

## Integrantes

### Integrantes actuales
- Johan Liiva – voz
- Max Thornell - batería
- Mattias Ljung – guitarras
- Jocke "Skägget" Knutsson - bajo (miembro de sesión/en vivo)